# Mara Abbott
Mara Katherine Abbott (Boulder, 14 november 1985) is een voormalig wielrenster uit de Verenigde Staten, ze was prof tussen 2006 en 2016. Abbott is tweevoudig nationaal kampioene op het onderdeel wegwedstrijd. Ze reed voor ploegen als Team Columbia Women, UnitedHealthcare Women's Team en haar laatste twee jaren voor Wiggle Honda.
In 2010 was Abbott de eerste Amerikaanse ooit die de Giro Donne op haar naam schreef. Drie jaar later, in 2013 herhaalde ze deze prestatie. Nog eens drie jaar later, in de Giro Rosa 2016, was ze dicht bij nog een eindzege. Op de Mortirolo in de 5e etappe reed ze bijna vijf minuten weg van de favorieten, maar ze verloor bijna haar hele voorsprong, mede door een val in de afdaling en behield nog slechts 37 seconden aan de finish. In het eindklassement eindigde ze als vijfde.
In augustus op de Olympische Zomerspelen 2016 kwam zij uit voor de Amerikaanse selectie op de wegwedstrijd in Rio de Janeiro. Op de laatste beklimming wist ze weg te rijden van de rest en kreeg enkel Annemiek van Vleuten met zich mee. De Nederlandse reed weg bij Abbott in de afdaling maar viel in de afdaling en de drie achtervolgers wisten Abbott in de laatste 200m in te halen. Ze eindigde net naast het podium, achter winnares Anna van der Breggen en Abbotts Wiggle-ploeggenotes Emma Johansson en Elisa Longo Borghini. Een maand later kondigde ze haar afscheid aan.
Mara Abbott leed aan de eetstoornis anorexia in de periode 2010-2011, waarna ze korte tijd stopte met wielrennen. Abbott deed voor haar wielercarrière ook aan zwemmen, ze liep stage als journalist bij een lokale krant, geeft soms les in yoga en werkt in de winter als bijbaantje op een boerderij.

## Overwinningen

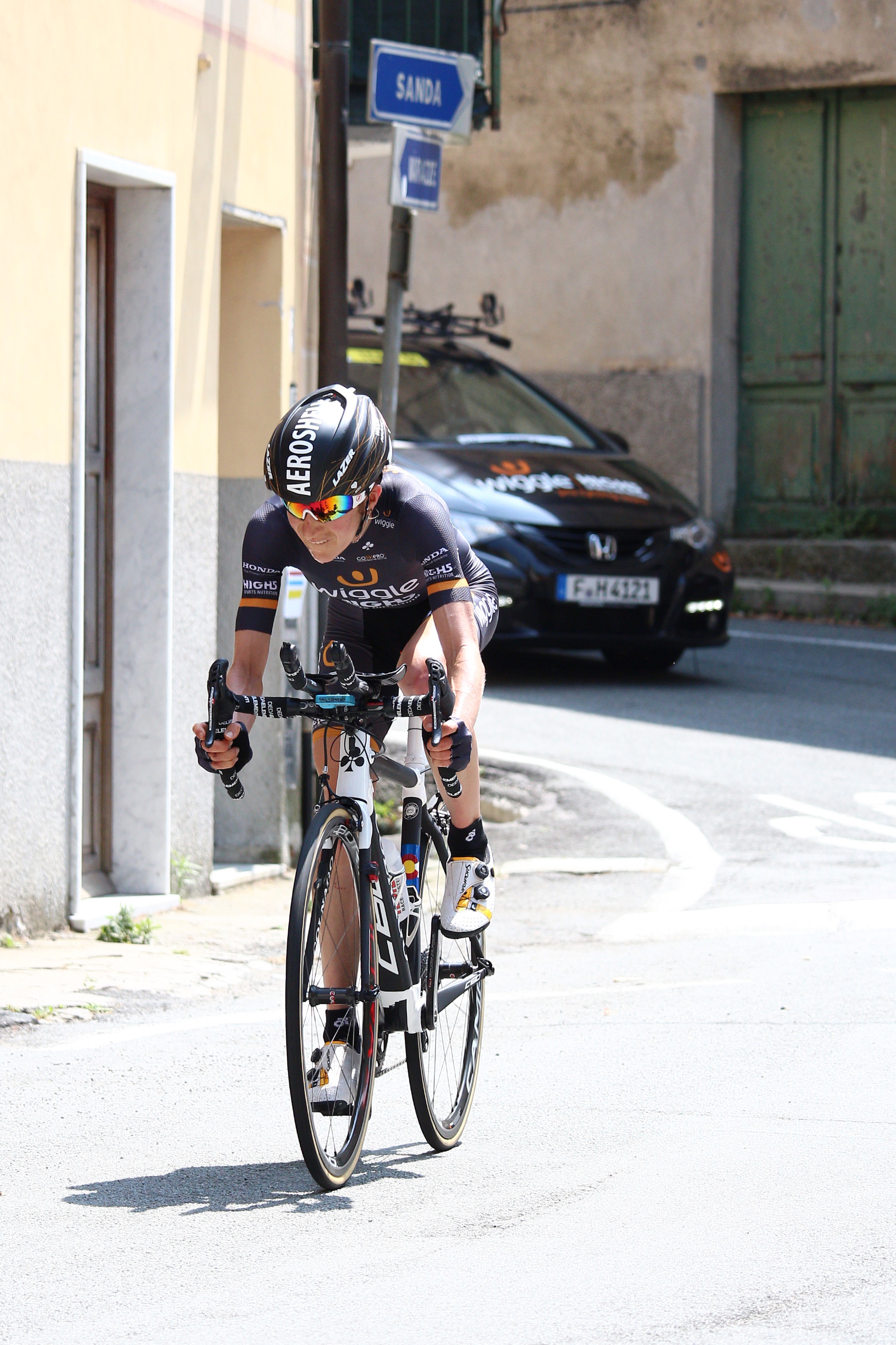
Abbott in de tijdrit in Giro Rosa 2016

2007
- Amerikaanse kampioene op de weg
- Eindklassement Ronde van de Gila
  - 2e etappe Ronde van de Gila
- 1e etappe Redlands Bicycle Classic
- 1e etappe Tour de Toona

2008
- 1e etappe San Dimas Stage Race
- proloog Redlands Bicycle Classic
- 5e etappe Mount Hood Classic
- 1e etappe Tour de Feminin - Krásná Lípa
- 1e en 3e etappe Ronde van Toscane

2009
- 1e etappe 1e etappe San Dimas Stage Race
- 3e etappe Giro Donne
  -  Bergklassement Giro Donne

2010
- Amerikaanse kampioene op de weg
- Eindklassement Ronde van de Gila 
  - 1e etappe Ronde van de Gila
- Eindklassement Giro Donne
  - 8e en 9e etappe Giro Donne
- Eindklassement Cascade Classic
  - 3e etappe Cascade Classic
- 1e etappe San Dimas Stage Race
- 5e etappe Tour de l'Aude

2011
- 1e etappe Tour de Gila

2013
- Eindklassement Giro Donne
  -  Bergklassement Giro Donne
  - 5e en 6e etappe Giro Donne
- Eindklassement Ronde van de Gila 
  - 1e en 5e etappe Ronde van de Gila
- Eindklassement San Dimas Stage Race
  - 1e etappe San Dimas Stage Race
- 3e etappe Redlands Bicycle Classic

2014
- Eindklassement Vuelta a El Salvador
  - 4e etappe Vuelta a El Salvador
- Eindklassement Ronde van de Gila 
  - 1e en 5e etappe Ronde van de Gila
- Grand Prix de Oriente

2015
- Eindklassement Redlands Bicycle Classic
  - 3e etappe Redlands Bicycle Classic
- Eindklassement Ronde van de Gila 
  - 1e en 5e etappe Ronde van de Gila
- 9e etappe Giro Donne

2016
- Eindklassement Tour of the Gila
  -  Bergklassement Tour of the Gila
  - 1e en 5e etappe Tour of the Gila
- Bergklassement Ronde van Californië
- 5e etappe Giro Rosa (over de Mortirolo)

### Uitslagen in voornaamste wedstrijden
| Jaar | Ronde van Italië | Ronde van Frankrijk | Ronde van Spanje |
| ---- | ---------------- | ------------------- | --- |
| 2009 | ↑ (1)            |                     | |
| 2010 | ↑ (2)            |                     | |
| 2011 | 10e              |                     | |
| 2012 |                  |                     | |
| 2013 | ↑ (2)            |                     | |
| 2014 | 4e               |                     | |
| 2015 | ↑ (1)            |                     | |
| 2016 | 5e (1)           |                     | - 2007- Webcor Builders - 2008- HTC-Highroad Women - 2009- HTC-Highroad Women - 2010- Peanut Butter & Co. - 2011- Diadora-Pasta Zara - 2012- geen ploeg - 2013- Exergy TWENTY16 - 2014- Unitedhealthcare - 2015- Wiggle Honda - 2016- Wiggle High5 - Profiel op website Wiggle High5 - Blog door Abbott op Cyclingsnews.com Bronnen, noten en/of referenties - Pro Cycling Stats - dewielersite 1. 2. 3. 4. |